# نایگنوما کولیبالی
نایگنوما کولیبالی (انگلیسی: Naîgnouma Coulibaly؛ زادهٔ ۳۱ مهٔ ۱۹۸۹) بازیکن زن بسکتبال اهل مالی است.
وی در مسابقات کشوری و بین‌المللی در مجموع برندهٔ ۱ مدال برنز شده‌است.